# Ray Boltz
Raymond Howard "Ray" Boltz, född i juni 1953 i Muncie i Indiana, är en amerikansk singer-songwriter inom samtida kristen musik.
Han fick sitt genombrott med sången "Thank You" som belönades som årets sång på GMA Dove Awards 1990. Hans sång "I Pledge Allegiance to the Lamb" fick också pris 1994. Boltz drog sig tillbaka från karriären 2004. Året därpå separerade han från sin fru Carol efter 33 års äktenskap. I en intervju med tidningen Washington Blade 2008 kom Boltz ut som homosexuell. Han har därefter sjungit i kyrkor knutna till gayvänliga Metropolitan Community Church. 2010 släppte han en ny skiva, True.

## Diskografi
Studioalbum
- 1986 – Watch the Lamb
- 1988 – Thank You
- 1989 – The Altar
- 1991 – Another Child to Hold
- 1992 – Seasons Change
- 1994 – Allegiance
- 1996 – No Greater Sacrifice
- 1997 – A Christmas Album: Bethlehem Star
- 1998 – Honor and Glory
- 2000 – The Classics
- 2002 – Songs from the Potter's Field
- 2004 – The Unchanging Story
- 2010 – True

Livealbum
- 1995 – The Concert of a Lifetime
- 2001 – Concert of a Lifetime for Kids

Samlingsalbum
- 1994 – Moments for the Heart
- 2001 – Moments for the Heart, Vol. 1 & 2
- 2010 – All The Best